# SEE HEAR LOVE 〜見えなくても聞こえなくても愛してる〜
『SEE HEAR LOVE ～ 見えなくても聞こえなくても愛してる ～ 』（シー・ヒア・ラブ・みえなくてもきこえなくてもあいしてる）は、2023年6月よりAmazon Prime Videoにて独占配信開始された日韓合同製作映画。
監督はイ・ジェハン、主演山下智久、ヒロイン新木優子。

## 概要
2023年6月9日よりAmazon Prime Videoにて独占配信開始され、2023年7月7日よりディレクターズ・カット版が劇場公開された。監督は韓国のイ・ジェハン（John H. Lee）。
山下智久が演じる次第に目が見えなくなる病を患った漫画家と、新木優子が演じる生まれつき聴覚障害を持つ女性の切なく温かいラブストーリー。
2023年6月には、韓国、香港、台湾、タイを訪れ、舞台挨拶を行うアジアキャンペーンツアーも行った。
主題歌は山下智久の『I See You』。

## キャスト
- 泉本真治：山下智久
- 相田　響：新木優子
- 植村大輔：高杉真宙
- 中村沙織：山本舞香
- 菅原哲也：深水元基
- 遠山　恵：山口紗弥加
- 平山省吾：菅原大吉
- 泉本多恵：夏木マリ
- 渡辺大（友情出演）
- 加藤雅也（友情出演）

## スタッフ
- 監督・脚本：イ・ジェハン（John H. Lee）
- 製作：英田理志、An Seong-min
- 共同製作：Kim Jun-young
- 企画：Kim Ji-hye
- エグゼクティブプロデューサー：前田利洋、Q Bang
- プロデューサー：Han Sang-hee、武井哲
- アソシエイトプロデューサー：丸山えり
- キャスティングプロデューサー：橋口一成
- 撮影監督：Kim Jin-han
- 照明：南園智男
- 録音：平直樹
- 美術デザイナー：岡田拓也
- アートディレクター：Kang Da-young
- 装飾：田口貴久
- 小道具：今村昌平
- スタイリスト：黒田匡彦
- ヘアメイク：中山有紀
- 記録：Kim A-rong
- 音楽：Seo Jae-hyuck、Kim Joon-tai
- 編集：Jung Yoon-ho、Kim Woo-hyun
- 音響効果：Lee kie-jun
- ポストプロダクションスーパーバイザー：Park Chan
- VFXスーパーバイザー：Park Yong-jung
- VFXプロデューサー：Park Geun-young
- ラインプロデューサー：島根淳
- 助監督：桜井智弘
- 製作担当：佛木雅彦
- プロデューサー補：海野さよこ
- アシスタントプロデューサー：平岡祐子

## 関連作品
- 原作『見えなくても聞こえなくても愛してる』NASTY CAT（SUPERCOMIX STUDIO Corp.）
- 『SEE HEAR LOVE 見えなくても聞こえなくても愛してる』ノベライズ（幻冬舎文庫）